# يانا ديميانشوك
يانا فلاديميروفنا ديميانتشوك (بالأوكرانية: Яна Дем'янчук) هي لاعبة جمباز أوكرانية ولدت في يوم 22 أكتوبر 1993 في مدينة إيفانو-فرانكيفسك، أبرز إنجازاتها هو فوزها بالميدالية الذهبية في منافسة التوازن في بطولة أوروبا للجمباز سنة 2009.